# Anthreptes seimundi
Anthreptes seimundi е вид птица от семейство Nectariniidae.

## Разпространение
Видът е разпространен в Ангола, Камерун, Централноафриканската република, Демократична република Конго, Република Конго, Кот д'Ивоар, Екваториална Гвинея, Габон, Гана, Либерия, Нигерия, Руанда, Сиера Леоне, Южен Судан, Судан, Танзания, Того и Уганда.